# Pilisszentkereszt
Pilisszentkereszt é um município da Hungria, situado no condado de Peste. Tem 17,21 km² de área e sua população em 2015 foi estimada em 2.127 habitantes.